# Nesles
Nesles là một xã trong Pas-de-Calais department in the Hauts-de-France region of Pháp.

## Địa lý
Nesles có cự ly khoảng 12 dặm (19 km) về phía nam Boulogne, tại giao lộ của các tuyến đường D940 và D215. Tuyến A16 autoroute chạy giữa thị trấn.

## Dân số
| 1962                                                              | 1968 | 1975 | 1982 | 1990 | 1999 | 2006 |
| ----------------------------------------------------------------- | ---- | ---- | ---- | ---- | ---- | ---- |
| 1094                                                              | 1114 | 977  | 1039 | 1097 | 1067 | 1060 |
| Số liệu điều tra dân số tính từ năm 1962, dân số chỉ tính một lần |      |      |      |      |      |      |

## Địa điểm nổi bật
- Nhà thờ Notre-Dame, thế kỷ 16.